# Marcelle Brunswig
Marcelle Brunswig es una pintora figurativa postimpresionista francesa nacida en Mulhouse en 1903. Vivió sucesivamente en el número 140, rue du Faubourg Saint-Honoré y en el 18 de la calle Saussier-Leroy en París. Falleció en París el 14 de mayo de 1987.

## Datos biográficos
Alumna de la Academia de la Grande Chaumière en París, Marcelle Brunswig ofreció su primera exposición de grupo en 1925 y presentó después en 1938 un Estudio en un jardín al Salón de otoño. Refugiándose en Pau de 1940 a 1944, creó el Salón de otoño de Bearne. Su primera exposición personal fue en la Ciudad Luz en 1942 con un catálogo prologado por Waldemar-George que la describe como una "colorista que evoca a Paul Cézanne".
Además de su retratos, su obra está marcada por grandes paisaje mediterráneos y vistas de Italia.

## Exposiciones personales
- Galería René Drouet, París, 1961.
- Galería Henriquez, París, noviembre 1965.[2]
- Marcelle Brunswig - Pinturas, acuarelas, Galería Maine-Montparnasse, París, abril mayo 1972.[3]
- Galería Anceli, París, abril de 1976.
- Stéphane Deubergue, comisario en París, venta del taller Marcelle Brunswig, Hotel Drouot, París, 25 de marzo de 1992.[4]

## Exposiciones colectivas
- Salón de otoño, París, 1938.
- Salón de las Tullerías, París, 1942.
- Salón de los independientes, París, 1984.[5]
- Exposiciones no datadas : Salón Tierras latinas, Salón del dibujo y de la pintura al agua, Bienal de Trouville.[1]